# John Fahey (homme politique)
Pour les articles homonymes, voir Fahey.
Pour le musicien, voir John Fahey.
John Joseph Fahey est un homme politique australien né le 10 janvier 1945 à Wellington et mort le 12 septembre 2020.
Il est le trente-huitième Premier ministre de Nouvelle-Galles du Sud du 24 juin 1992 au 24 mars 1995 et est ministre fédéral des Finances de 1996 à 2001. Il est député de Nouvelle-Galles du Sud de 1984 à 1996 puis député du Parlement fédéral de 1996 à 2001. 
Il est un joueur de rugby à XIII connu dans sa jeunesse et est l'actuel président de l'agence mondiale antidopage.

## Biographie

### Jeunesse
John Fahey est né à Wellington en Nouvelle-Zélande et émigre avec sa famille à Picton en Nouvelle-Galles du Sud en 1956. Il fait ses études supérieures à l'université de Sydney. Il épouse Colleen Maree McGurren en 1968 et ils ont deux filles et un garçon. Il prend la nationalité australienne en 1973.

### Politique
John Fahey remporte le siège de député de la circonscription de Camden pour le parti libéral en 1984. Il devient ministre en 1988 et en juin 1992, Premier ministre après la démission forcée de son prédécesseur Nick Greiner à la suite d'une enquête de corruption.
Il est battu de justesse aux élections de mars 1995 par Bob Carr. 
Il devient alors député fédéral de la circonscription de Macarthur de 1996 et 2001. Il est ministre des Finances de John Howard et démissionne de toutes ses fonctions lorsqu'il doit être opéré d'un cancer du poumon.

### Agence mondiale antidopage (AMA)
Le 17 octobre 2007, John Fahey est élu président de l'Agence mondiale antidopage.
En octobre 2012, après la décision de l'UCI de retirer ses sept succès au Tour de France à Lance Armstrong pour dopage, John Fahey déclare dans un entretien avec la radio australienne ABC : « Tout le monde se dopait pendant l’ère Armstrong ». « Il y a eu une période durant laquelle la culture dans le cyclisme voulait que tout le monde se dope. Il n’y a aucun doute là-dessus et les dirigeants du cyclisme doivent assumer leurs responsabilités ». Dans un entretien avec la chaîne de télévision Fox Sports, John Fahey estime que la Fédération internationale retrouverait sa crédibilité si les dirigeants en place durant l’ère Armstrong ne figurent plus dans l’organigramme.